# Marais du Chancelier
Le site Marais du Chancelier est une zone naturelle d'intérêt écologique, faunistique et floristique (ZNIEFF) française du département de la Creuse, en région Nouvelle-Aquitaine.

## Situation

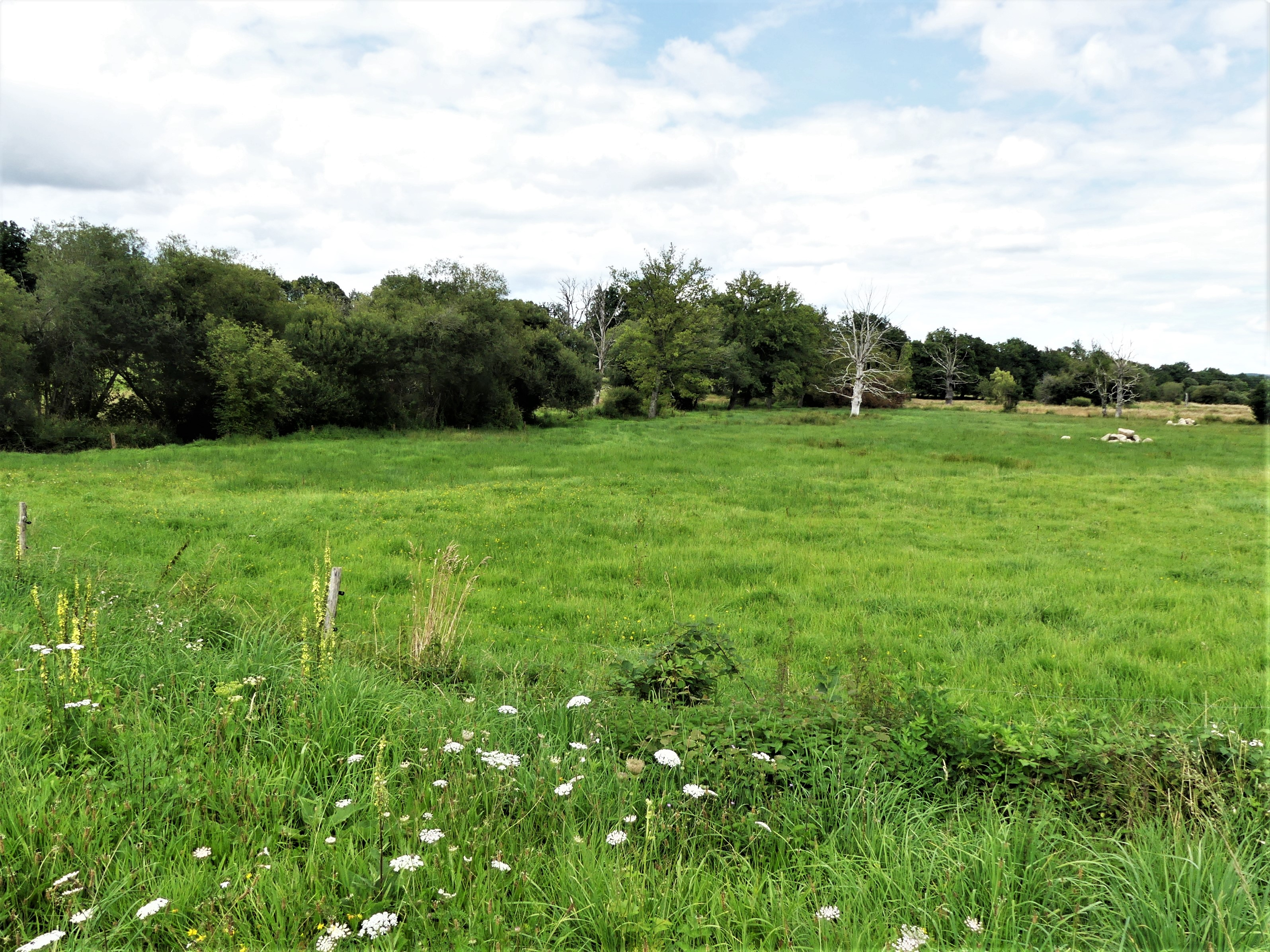
En aval du pont de la RD 33, le rideau d’arbres marque le cours de la Naute, et toute la zone qui lui est proche fait partie de la ZNIEFF.

Dans le quart nord-ouest du département de la Creuse, le site « Marais du Chancelier », s'étend sur 49,98 hectares, sur le territoire des communes de Saint-Fiel et Saint-Sulpice-le-Guérétois.
Environ 87 % de la superficie de cette zone se trouve sur le territoire de Saint-Fiel, le reste étant sur Saint-Sulpice-le-Guérétois.
En amont du bourg de Saint-Fiel, à 345 mètres d'altitude sur un socle cristallin, le long des cours de la Naute et de son affluent le ruisseau de la Barde, la zone est principalement composée de « milieux humides […] bordés par des prairies mésophiles et de boisements dominés par le Chêne Quercus robur ».

## Description
Le site « Marais du Chancelier » est une zone naturelle d'intérêt écologique, faunistique et floristique (ZNIEFF) — un espace naturel inventorié en raison de son caractère remarquable — de type 1, c'est-à-dire qu'elle est de superficie réduite, avec des espaces homogènes d’un point de vue écologique et qu'elle abrite au moins une espèce et/ou un habitat rares ou menacés, d'intérêt aussi bien local que régional, national ou communautaire.
Des recensements y ont été effectués aux niveaux faunistique et floristique de 1997 à 2019.

## Habitats
Dix habitats déterminants sont présents sur le site :
- les roselières ;
- les communautés amphibies ;
- les chênaies-charmaies à Stellaire sub-atlantique ;
- les communautés à Reine des prés et communautés associées ;
- les eaux douces ;
- les bois d'Aulnes marécageux méso-eutrophes ;
- les prairies humides atlantiques et subatlantiques ;
- les voiles des cours d'eau ;
- les végétations enracinées flottantes ;
- les communautés flottantes des eaux peu profondes.

Quatre autres — non déterminants — en font également partie  :
- les phragmitaies ;
- les cariçaies à Carex vesicaria ;
- les communautés de Prêles d'eau ;
- les cariçaies à Laîche aiguë et communautés s'y rapportant.

En périphérie de la ZNIEFF se trouvent des prairies améliorées, des cultures et des bocages.

## Faune

### Espèces animales déterminantes
Onze espèces déterminantes d'animaux ont été répertoriées sur cette ZNIEFF depuis 1997 :
- un amphibien, le Sonneur à ventre jaune (Bombina variegata) ;
- une araignée, Marpissa radiata ;
- quatre insectes dont un papillon, le Cuivré des marais (Lycaena dispar) et trois libellules : l'Æschne mixte (Aeshna mixta), le Leste des bois (Lestes dryas) et la Libellule fauve (Libellula fulva) ;
- deux mammifères : le Campagnol amphibie (Arvicola sapidus) et la Loutre d'Europe (Lutra lutra) ;
- un mollusque, Vertigo moulinsiana ;
- deux oiseaux : la Cisticole des joncs (Cisticola juncidis) et le Râle d'eau (Rallus aquaticus).

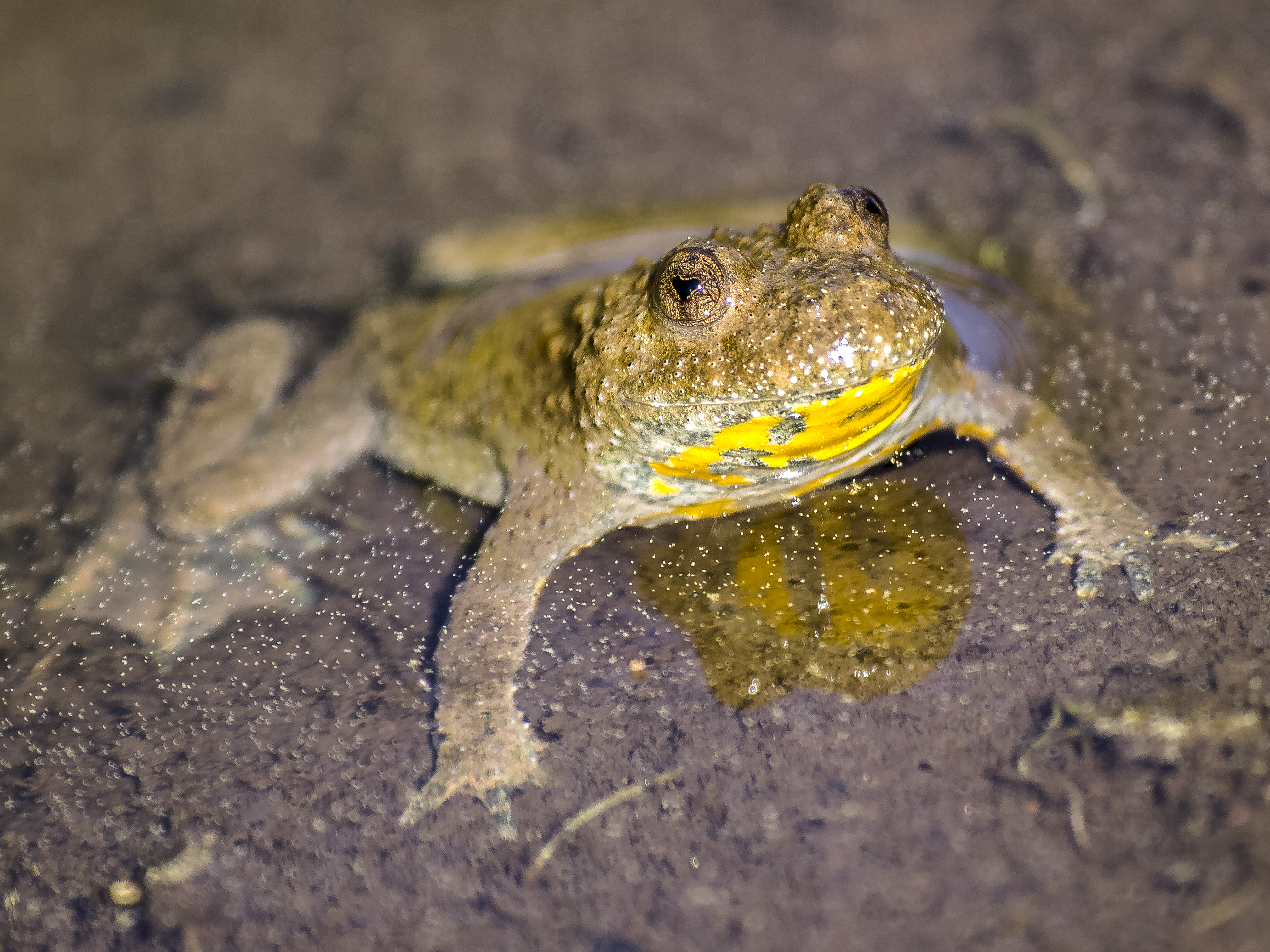
Sonneur à ventre jaune.
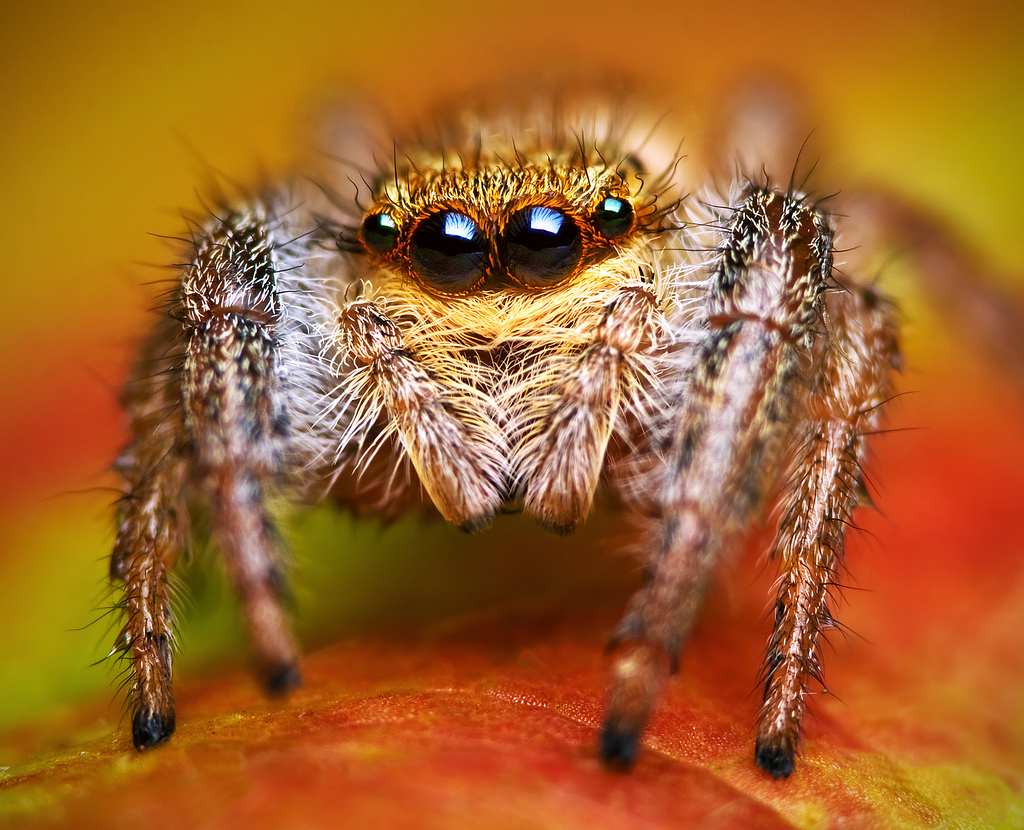
Marpissa radiata.
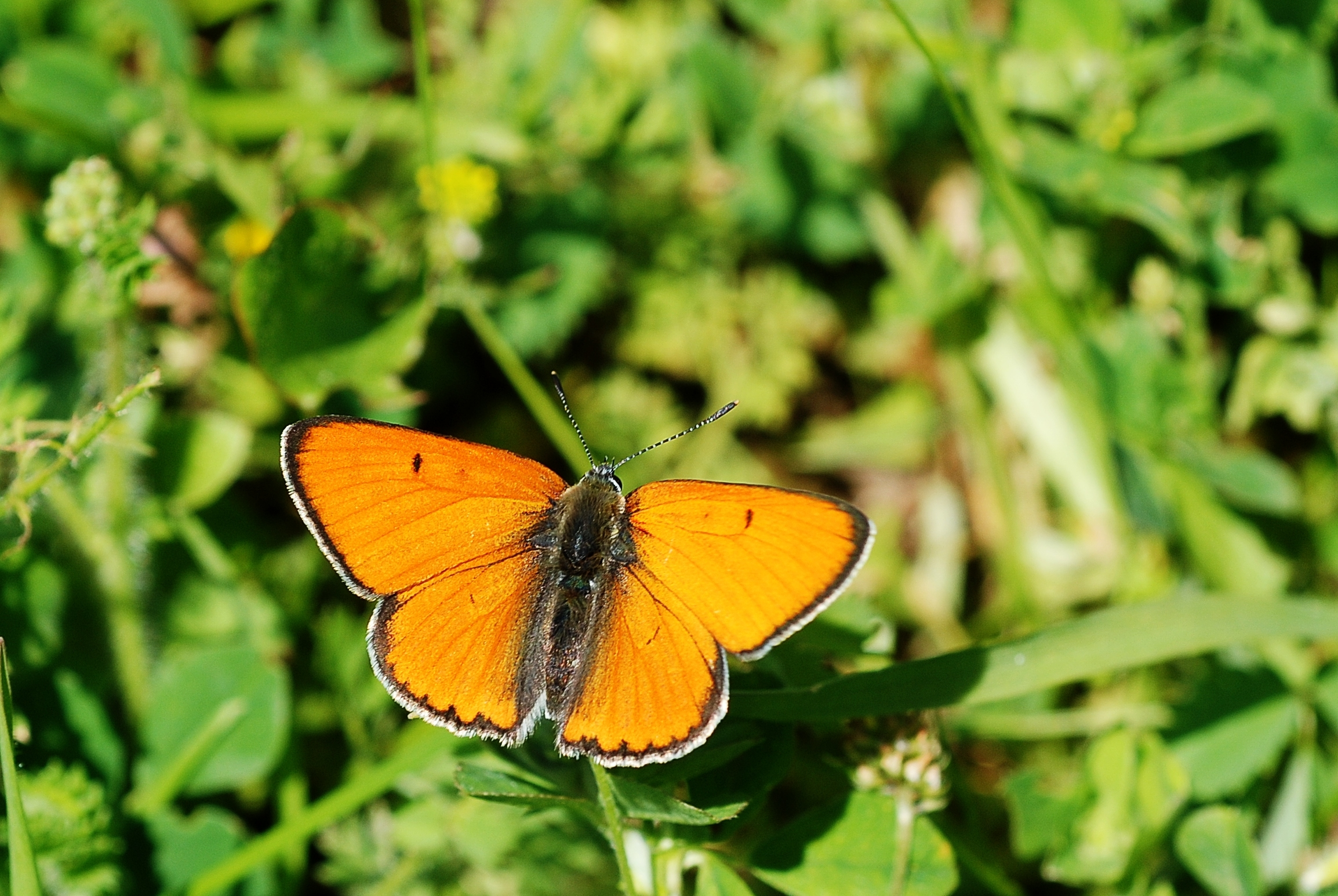
Cuivré des marais.
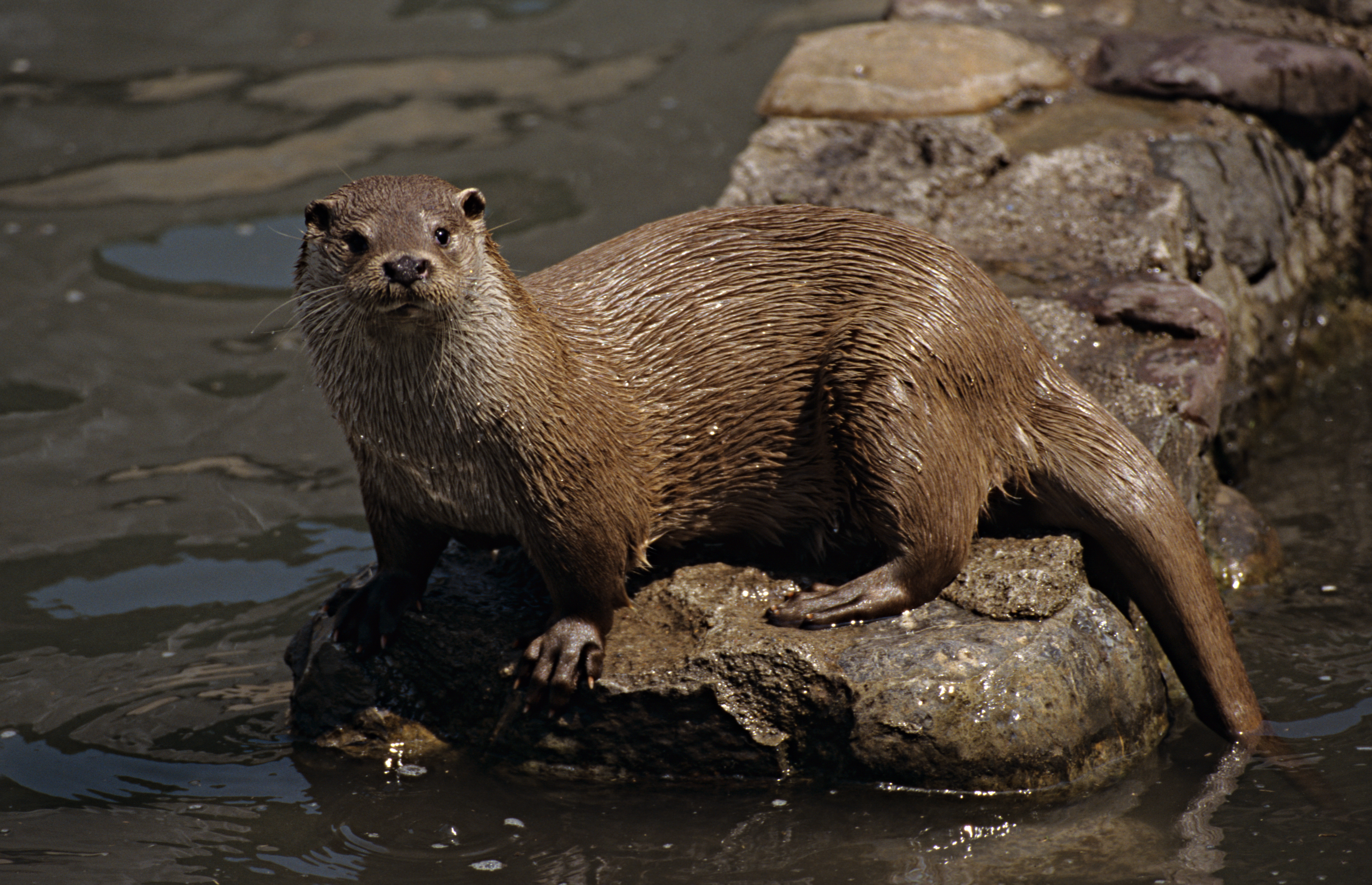
Loutre d'Europe.
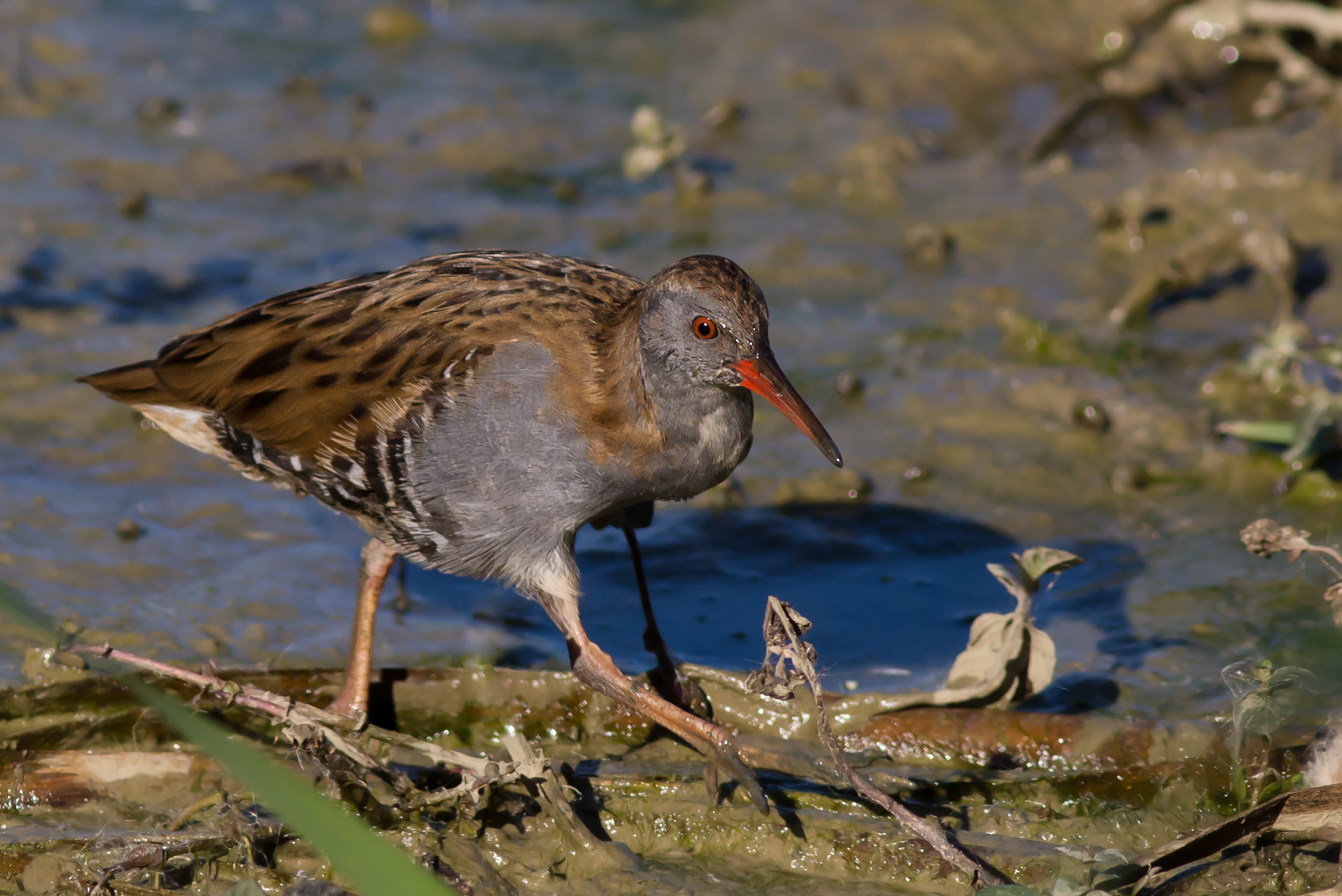
Râle d'eau.

### Autres espèces animales
Plus de deux cents autres espèces animales y ont été recensées entre 1992 et 2020 :
- huit amphibiens en 1999 et 2018 : l'Alyte accoucheur (Alytes obstetricans), le Crapaud commun (Bufo bufo), la Grenouille agile (Rana dalmatina), la Grenouille rousse (Rana temporaria), la Rainette verte (Hyla arborea), la Salamandre tachetée (Salamandra salamandra), le Triton marbré (Triturus marmoratus) et le Triton palmé (Lissotriton helveticus) ;
- vingt Arachnides en 2018 : l'Araignée Napoléon (Synema globosum), l'Argiope frelon (Argiope bruennichi), Clubonia stagnatilis, la Dolomède des marais (Dolomedes fimbriatus), Dolomedes plantarius, Enoplognatha caricis, l'Épeire des roseaux (Larinioides cornutus), l'Épeire tubuleuse (Singa hamata), Evarcha arcuata, Hypsosinga heri, la Linyphie triangulaire (Linyphia triangularis), la Mangore petite-bouteille (Mangora acalypha), la Méta des terriers (Metellina merianae (en)), Pachygnatha degeeri (en), la Pisaure admirable (Pisaura mirabilis), la Tétragnathe étirée (Tetragnatha extensa), la Thomise à trois taches (Ebrechtella tricuspidata), la Thomise tricolore (Diaea dorsata), Xysticus acerbus et Xysticus ulmi ;
- un crustacé en 2018, l'Écrevisse de Californie (Pacifastacus leniusculus) ;
- 98 insectes dont :
  - 22 Coléoptères de 1999 à 2018 : l'Agapanthie à pilosité verdâtre (Agapanthia villosoviridescens), l'Apodère du noisetier (Apoderus coryli), la Casside verte (Cassida viridis), la Cétoine dorée (Cetonia aurata), la Chrysomèle de la menthe (Chrysolina herbacea), la Chrysomèle de l'oseille (Gastrophysa viridula), la Chrysomèle insipide (Gonioctena olivacea), la Chrysomèle polie (Chrysolina polita), la Cicindèle champêtre (Cicindela campestris), la Coccinelle à dix-neuf points (Anisosticta novemdecimpunctata), la Coccinelle à treize points (Hippodamia tredecimpunctata), Epitrix pubescens, la Galérucelle du saule marsault (Lochmaea capreae), la Galéruque de l'aulne (Agelastica alni), le Grand taupin (Elater ferrugineus (en)), le Hanneton des jardins (Phyllopertha horticola), le Lepture tacheté (Rutpela maculata), (Phyllobrotica quadrimaculata), le Pique-prune (Osmoderma eremita), Psylliodes dulcamarae, Timarcha goettingensis et Trachys minutus (en),
  - un Hyménoptère en 2018, le Frelon asiatique (Vespa velutina),
  - 28 Lépidoptères en 2018 : l'Amaryllis (Pyronia tithonus), l'Argus bleu (Polyommatus icarus), l'Azuré des anthyllides (Cyaniris semiargus), la Carte géographique (Araschnia levana), le Citron (Gonepteryx rhamni), le Collier-de-corail (Aricia agestis), le Cuivré commun (Lycaena phlaeas), le Cuivré fuligineux (Lycaena tityrus), le Demi-deuil (Melanargia galathea), le Fadet commun (Coenonympha pamphilus), le Flambé (Iphiclides podalirius), le Gazé (Aporia crataegi), la Mélitée du plantain (Melitaea cinxia), le Miroir (Heteropterus morpheus), le Myrtil (Maniola jurtina), le Nacré de la ronce (Brenthis daphne), le Paon-du-jour (Aglais io), le Petit sylvain (Limenitis camilla), la Petite tortue (Aglais urticae), la Piéride du chou (Pieris brassicae), la Piéride du navet (Pieris napi), le Robert-le-Diable (Polygonia c-album), le Souci (Colias crocea), la Sylvaine (Ochlodes sylvanus), le Tircis (Pararge aegeria), la Thècle de l'yeuse (Satyrium ilicis), le Tristan (Aphantopus hyperantus) et le Vulcain (Vanessa atalanta),
  - 23 Odonates de 2001 à 2019 : l'Æschne bleue (Aeshna cyanea), l'Agrion délicat (Ceriagrion tenellum), l'Agrion élégant (Ischnura elegans), l'Agrion jouvencelle (Coenagrion puella), l'Agrion à larges pattes (Platycnemis pennipes), l'Agrion de Mercure (Coenagrion mercuriale), l'Agrion nain (Ischnura pumilio), l'Anax empereur, (Anax imperator), le Caloptéryx éclatant (Calopteryx splendens), le Caloptéryx vierge (Calopteryx virgo), la Cordulie métallique (Somatochlora metallica), le Gomphe gentil (Gomphus pulchellus), le Gomphe vulgaire (Gomphus vulgatissimus), le Leste brun (Sympecma fusca), le Leste vert (Chalcolestes viridis), la Libellule déprimée (Libellula depressa), la Libellule à quatre taches, (Libellula quadrimaculata), la Nymphe au corps de feu (Pyrrhosoma nymphula), l'Orthétrum brun (Orthetrum brunneum), l'Orthétrum réticulé (Orthetrum cancellatum), l'Orthétrum à stylets blancs (Orthetrum albistylum), le Sympétrum rouge sang (Sympetrum sanguineum) et le Sympétrum strié (Sympetrum striolatum),
  - 24 Orthoptères[Note 1] de 1996 à 2019 : le Conocéphale bigarré (Conocephalus fuscus), le Conocéphale des roseaux (Conocephalus dorsalis), le Criquet des clairières (Chrysochraon dispar), le Criquet des pâtures (Chorthippus parallelus), le Criquet du brome  (Euchorthippus declivus), le Criquet duettiste (Chorthippus brunneus), le Criquet ensanglanté (Stethophyma grossum), le Criquet marginé (Chorthippus albomarginatus), le Criquet mélodieux (Chorthippus biguttulus), le Criquet noir ébène (Omocestus rufipes), le Criquet palustre (Chorthippus montanus), le Criquet verte-échine (Chorthippus dorsatus (en)), la Decticelle bariolée (Roeseliana roeselii), la Decticelle carroyée (Tessellana tessellata), la Decticelle cendrée (Pholidoptera griseoaptera), la Decticelle chagrinée (Platycleis albopunctata), le Gomphocère roux (Gomphocerippus rufus), la Grande sauterelle verte (Tettigonia viridissima), le Grillon des bois (Nemobius sylvestris), le Grillon des marais (de) (Pteronemobius heydenii), l'Œdipode turquoise (Oedipoda caerulescens), le Tétrix des vasières (Tetrix ceperoi (en)), le Tétrix forestier (Tetrix undulata) et le Tétrix riverain (Tetrix subulata) ;
- huit mammifères de 1992 à 2019 : le Campagnol roussâtre (Myodes glareolus), le Chat forestier (Felis silvestris silvestris), l'Écureuil roux (Sciurus vulgaris), le Mulot sylvestre (Apodemus sylvaticus), le Murin de Daubenton (Myotis daubentonii), le Muscardin (Muscardinus avellanarius), le Ragondin (Myocastor coypus) et le Renard roux (Vulpes vulpes) ;
- 21 mollusques en 2017 et 2018 : l'Ambrette amphibie (Succinea putris), l'Ambrette élégante (Oxyloma elegans (en)), l'Auriculette naine (Carychium minimum (en)), le Bouton commun (Discus rotundatus (en)), la Brillante commune (Cochlicopa lubrica), le Conule brillant (Euconulus praticola), la Cyclade commune (Sphaerium corneum), la Cyclade ovale (Sphaerium ovale (en)), l'Escargot de Bourgogne (Helix pomatia), l'Escargot des bois (Cepaea nemoralis), l'Escargot des jardins (Cepaea hortensis), Ferrissia californica (en), la Grande loche (Arion rufus), la Grande luisantine (Aegopinella nitidula), la Limnée tronquée (Galba truncatula), la Luisantine des marais (Zonitoides nitidus (en), la Physe voyageuse (Physella acuta), la Pisidie chiendent (Pisidium subtruncatum (en)), la Pisidie des rives (Pisidium milium (en)), la Pisidie des sources (Pisidium personatum (en)) et la Pisidie robuste (Pisidium casertanum) ;
- 64 oiseaux de 1997 à 2020[Note 2] : l'Accenteur mouchet (Prunella modularis), l'Alouette des champs (Alauda arvensis), l'Alouette lulu (Lullula arborea), la Bécassine des marais (Gallinago gallinago), la Bergeronnette des ruisseaux (Motacilla cinerea), la Bergeronnette grise (Motacilla alba), la Bergeronnette printanière (Motacilla flava), le Bouvreuil pivoine (Pyrrhula pyrrhula), le Bruant des roseaux (Emberiza schoeniclus), le Bruant jaune (Emberiza citrinella), le Busard cendré (Circus pygargus), le Busard Saint-Martin (Circus cyaneus), la Buse variable (Buteo buteo), le Chardonneret élégant (Carduelis carduelis), le Choucas des tours (Coloeus monedula), l'Épervier d'Europe (Accipiter nisus), le Faucon crécerelle (Falco tinnunculus), la Fauvette à tête noire (Sylvia atricapilla), la Fauvette grisette (Sylvia communis), la Fauvette des jardins (Sylvia borin), la Gallinule poule d'eau (Gallinula chloropus), le Gobemouche gris (Muscicapa striata), le Grand Corbeau (Corvus corax), le Grimpereau des jardins (Certhia brachydactyla), la Grive litorne (Turdus pilaris), le Gros-bec casse-noyaux (Coccothraustes coccothraustes), le Héron cendré (Ardea cinerea), le Héron pourpré (Ardea purpurea), l'Hirondelle rustique (Hirundo rustica), l'Hypolaïs polyglotte (Hippolais polyglotta), la Linotte mélodieuse (Linaria cannabina), la Locustelle tachetée (Locustella naevia), le Loriot d'Europe (Oriolus oriolus), le Martin-pêcheur d'Europe (Alcedo atthis), la Mésange à longue queue (Aegithalos caudatus), la Mésange bleue (Cyanistes caeruleus), la Mésange charbonnière (Parus major), la Mésange huppée (Lophophanes cristatus), la Mésange nonnette (Poecile palustris), le Moineau domestique (Passer domesticus), le Pic épeiche (Dendrocopos major), le Pic épeichette (Dryobates minor), le Pic mar (Dendrocopos medius), le Pic vert (Picus viridis), la Pie-grièche à tête rousse (Lanius senator), la Pie-grièche écorcheur (Lanius collurio), le Pinson des arbres (Fringilla coelebs), le Pipit des arbres (Anthus trivialis), le Pipit farlouse (Anthus pratensis), le Pipit spioncelle (Anthus spinoletta), le Pouillot fitis (Phylloscopus trochilus), le Pouillot véloce (Phylloscopus collybita), le Roitelet à triple bandeau (Regulus ignicapilla), le Rossignol philomèle (Luscinia megarhynchos), le Rouge-gorge familier (Erithacus rubecula), le Rougequeue à front blanc (Phoenicurus phoenicurus), la Rousserolle effarvatte (Acrocephalus scirpaceus), la Sittelle torchepot (Sitta europaea), le Tarier des prés (Saxicola rubetra), le Tarin des aulnes (Spinus spinus), le Torcol fourmilier (Jynx torquilla), la Tourterelle turque (Streptopelia decaocto), le Troglodyte mignon (Troglodytes troglodytes) et le Vanneau huppé (Vanellus vanellus) ;
- trois reptiles en 2018 et 2020 : la Couleuvre helvétique (Natrix helvetica), le Lézard des murailles (Podarcis muralis) et le Lézard vert occidental (Lacerta bilineata).

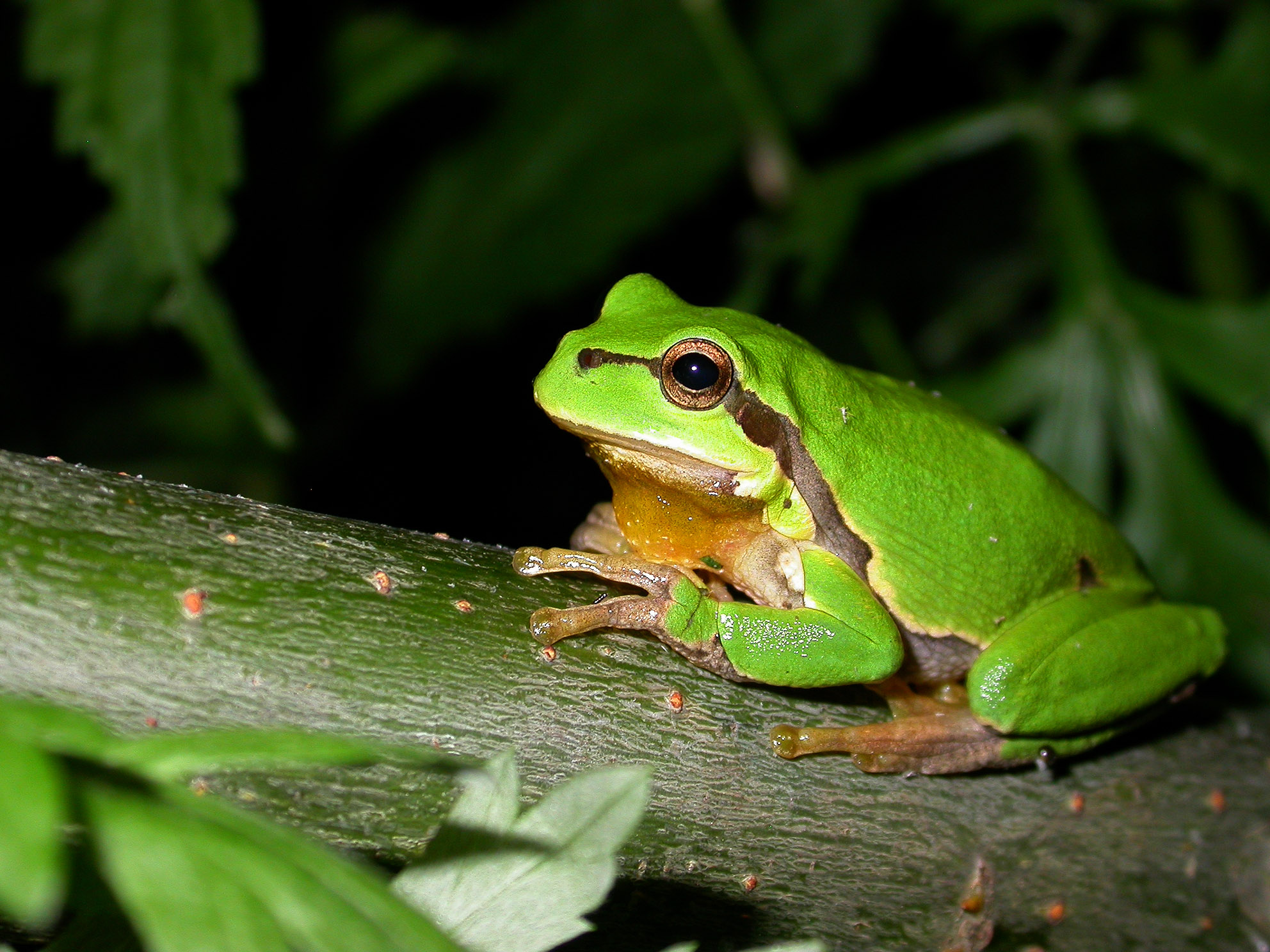
Rainette verte.
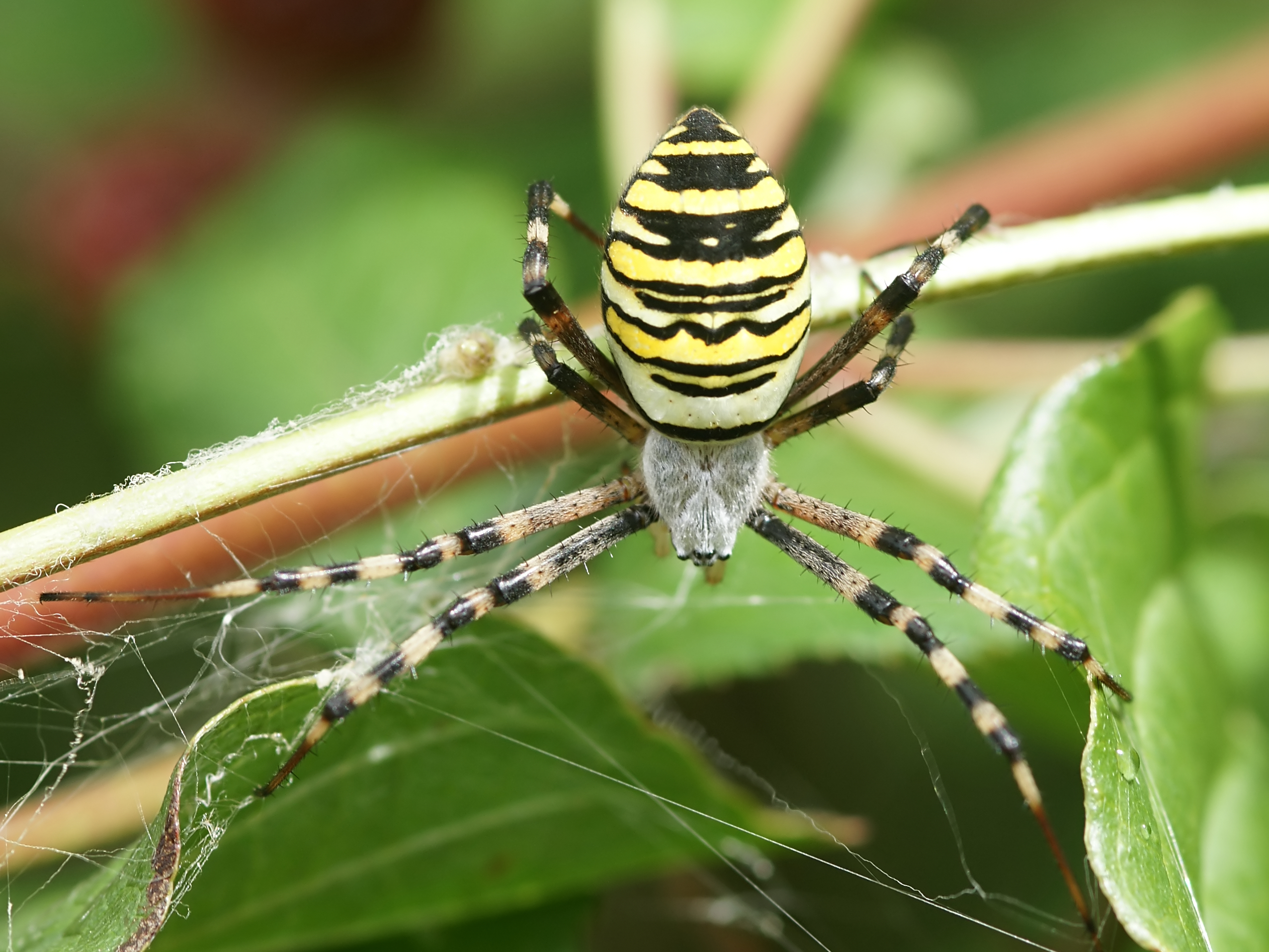
Argiope frelon.
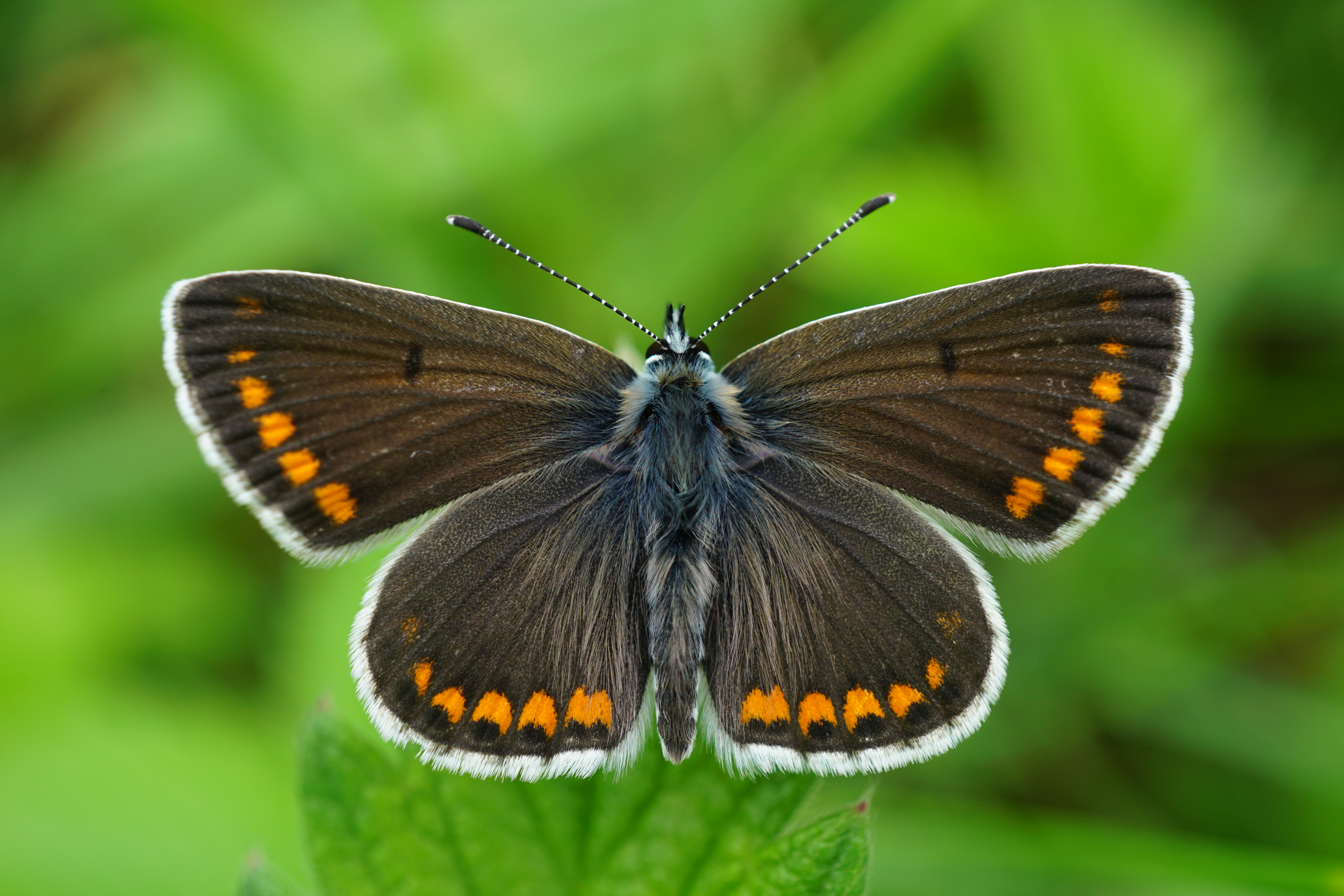
Collier-de-corail.
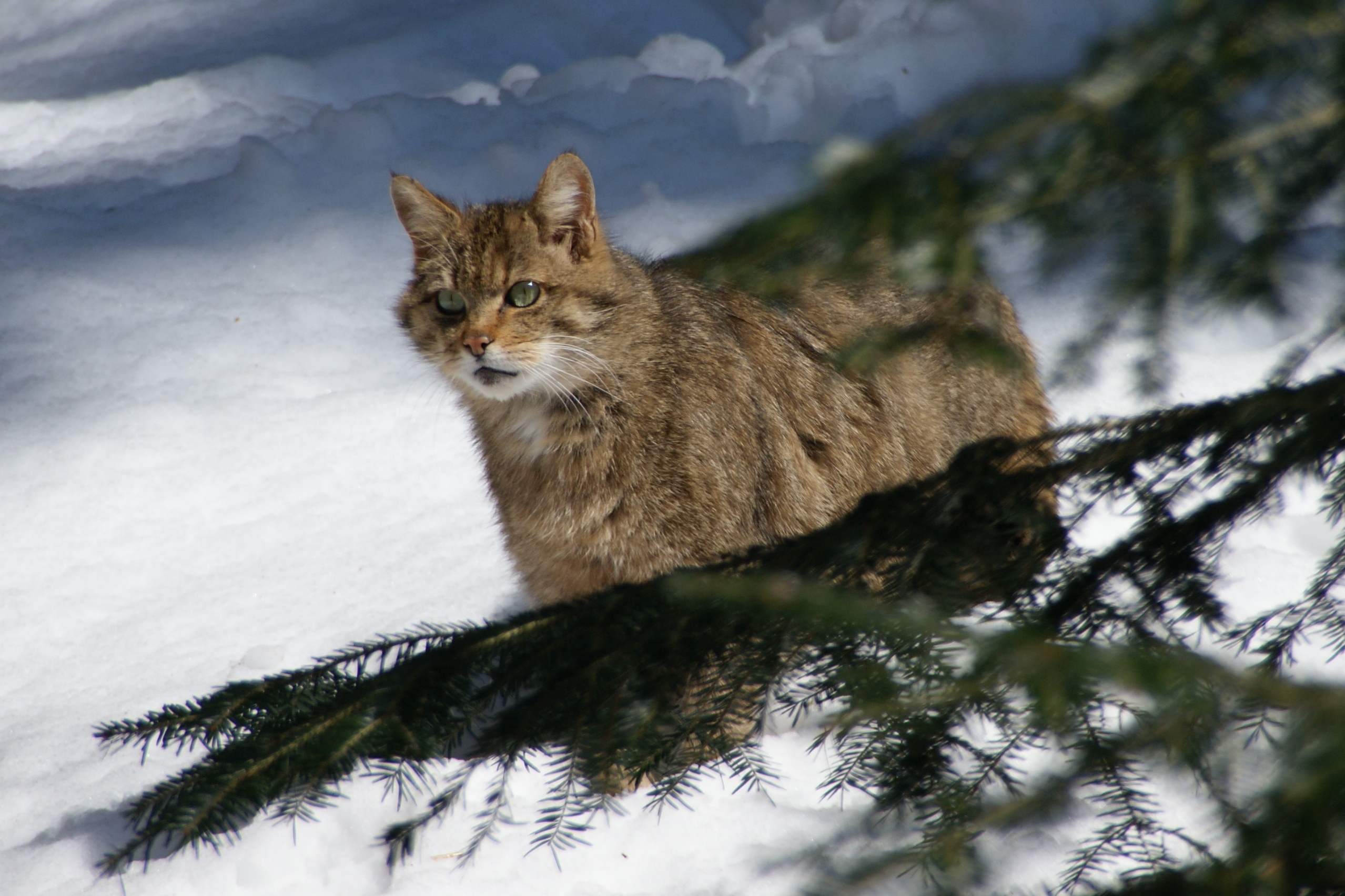
Chat forestier.
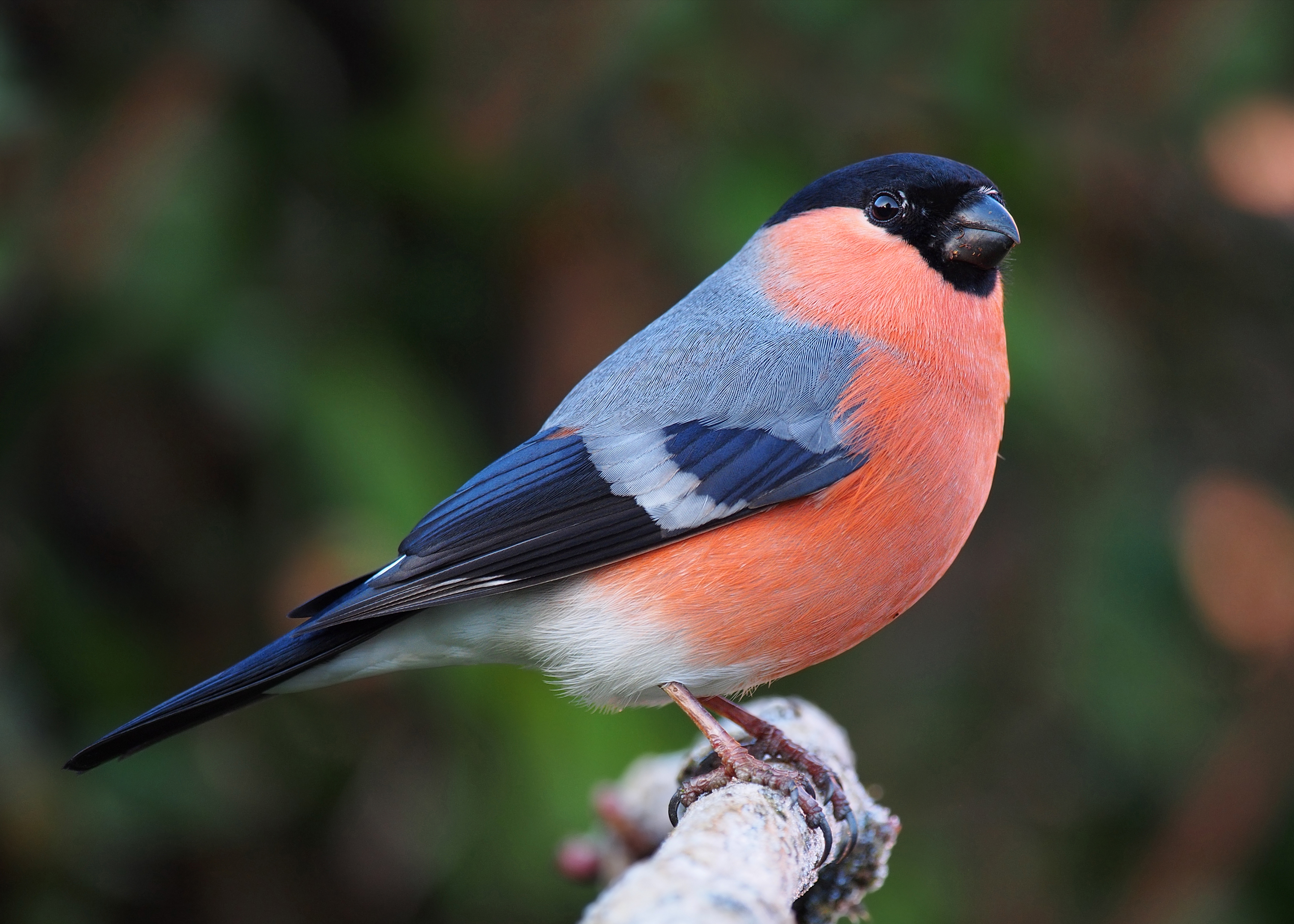
Bouvreuil pivoine mâle.

### Protection de la faune
- Les neuf espèces d'amphibiens de la ZNIEFF sont protégées sur l'ensemble du territoire français[3] et six d'entre elles sont de plus protégées au titre de la Directive habitats de l'Union européenne[1] : l'Alyte accoucheur, la Grenouille agile, la Grenouille rousse, la Rainette verte, le Sonneur à ventre jaune et le Triton marbré.
- Deux espèces de Gastéropodes sont protégées au titre de la Directive habitats[1] : l'Escargot de Bourgogne et Vertigo moulinsiana.
- Trois espèces d'insectes — une libelllule, un papillon et un coléoptère — sont protégées sur l'ensemble du territoire français : l'Agrion de Mercure, le Cuivré des marais et le Pique-prune[4] et le sont également au titre de la Directive habitats de l'UE[1].
- Cinq espèces de mammifères de la ZNIEFF sont protégées sur l'ensemble du territoire français[5] : le Campagnol amphibie, le Chat forestier, l'Écureuil roux, la Loutre d'Europe et le Muscardin. Parmi les cinq espèces précitées, trois sont également protégées au titre de la Directive habitats de l'Union européenne (Campagnol amphibie, Chat forestier et Loutre d'Europe [1]. De plus, la Loutre d'Europe est en danger d'extinction en France[6].
- Sept espèces d'oiseaux de la ZNIEFF sont protégées au titre de la Directive oiseaux de l'Union européenne[1] : l'Alouette lulu, le Busard cendré, le Busard Saint-Martin, le Héron pourpré, le Martin-pêcheur d'Europe, le Pic mar et la Pie-grièche écorcheur ; elles sont donc protégées sur l'ensemble du territoire français[7], de même que 52 autres espèces : l'Accenteur mouchet, la Bergeronnette des ruisseaux, la Bergeronnette grise (hormis à La Réunion[8]), la Bergeronnette printanière, le Bouvreuil pivoine, le Bruant des roseaux, le Bruant jaune, la Buse variable, le Chardonneret élégant, le Choucas des tours, la Cisticole des joncs, l'Épervier d'Europe, le Faucon crécerelle (hormis à la Guadeloupe[9]), la Fauvette à tête noire, la Fauvette des jardins, la Fauvette grisette, le Gobemouche gris, le Grand Corbeau, le Grimpereau des jardins, le Gros-bec casse-noyaux, le Héron cendré (hormis à La Réunion[8]), l'Hirondelle rustique, l'Hypolaïs polyglotte, la Linotte mélodieuse, la Locustelle tachetée, le Loriot d'Europe, la Mésange à longue queue, la Mésange bleue, la Mésange charbonnière, la Mésange huppée, la Mésange nonnette, le Moineau domestique, le Pic épeiche, le Pic épeichette, le Pic vert, la Pie-grièche à tête rousse, le Pinson des arbres, le Pipit des arbres, le Pipit farlouse, le Pipit spioncelle, le Pouillot fitis, le Pouillot véloce, le Roitelet à triple-bandeau, le Rossignol philomèle, le Rouge-gorge familier, le Rougequeue à front blanc, la Rousserolle effarvatte, la Sittelle torchepot, le Tarier des prés, le Tarin des aulnes, le Torcol fourmilier et le Troglodyte mignon.
- Les trois espèces de reptiles de la ZNIEFF sont protégées sur l'ensemble du territoire français[3] et deux d'entre elles, le Lézard des murailles et le Lézard vert occidental, sont de plus protégées au titre de la Directive habitats[1].

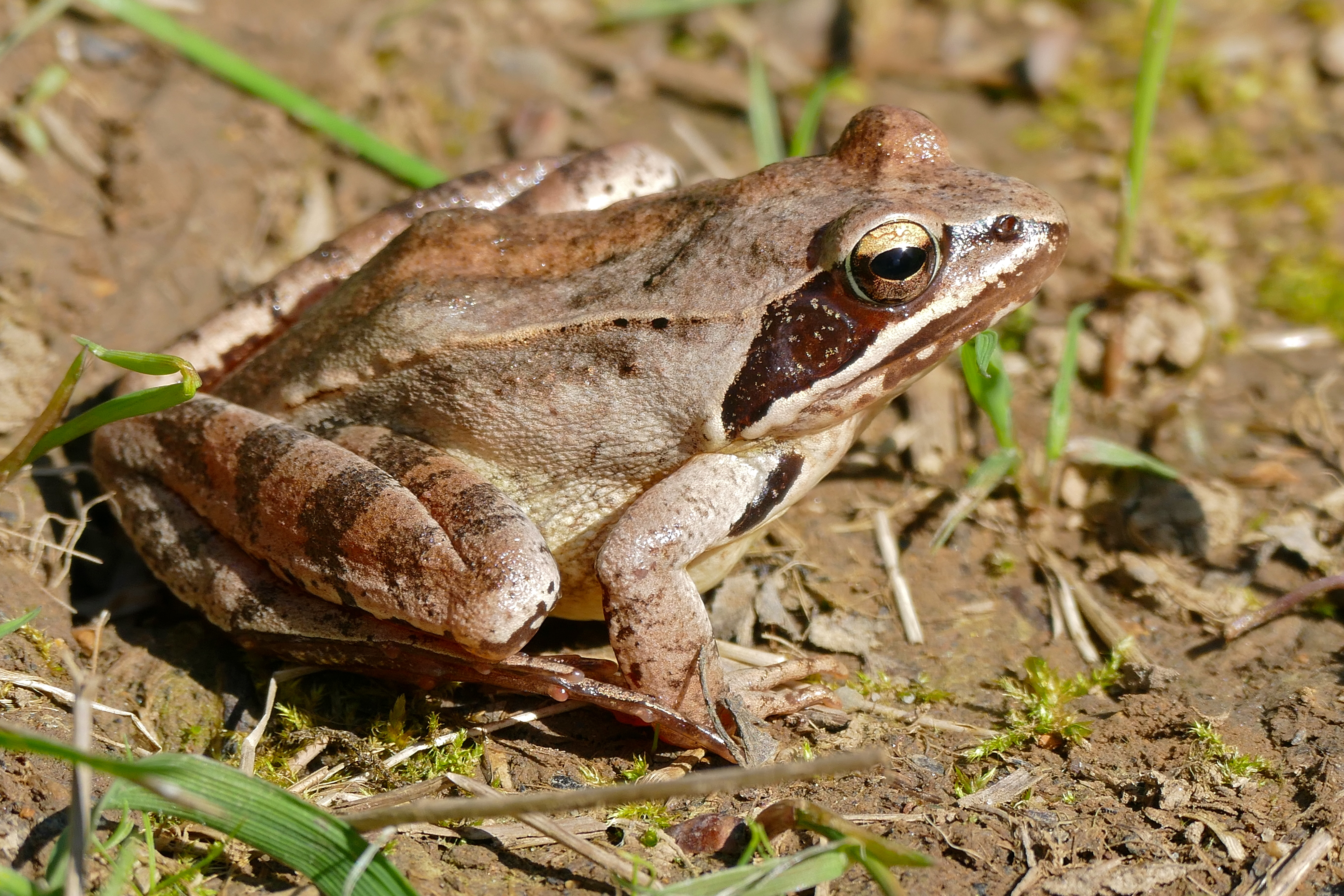
Grenouille agile.
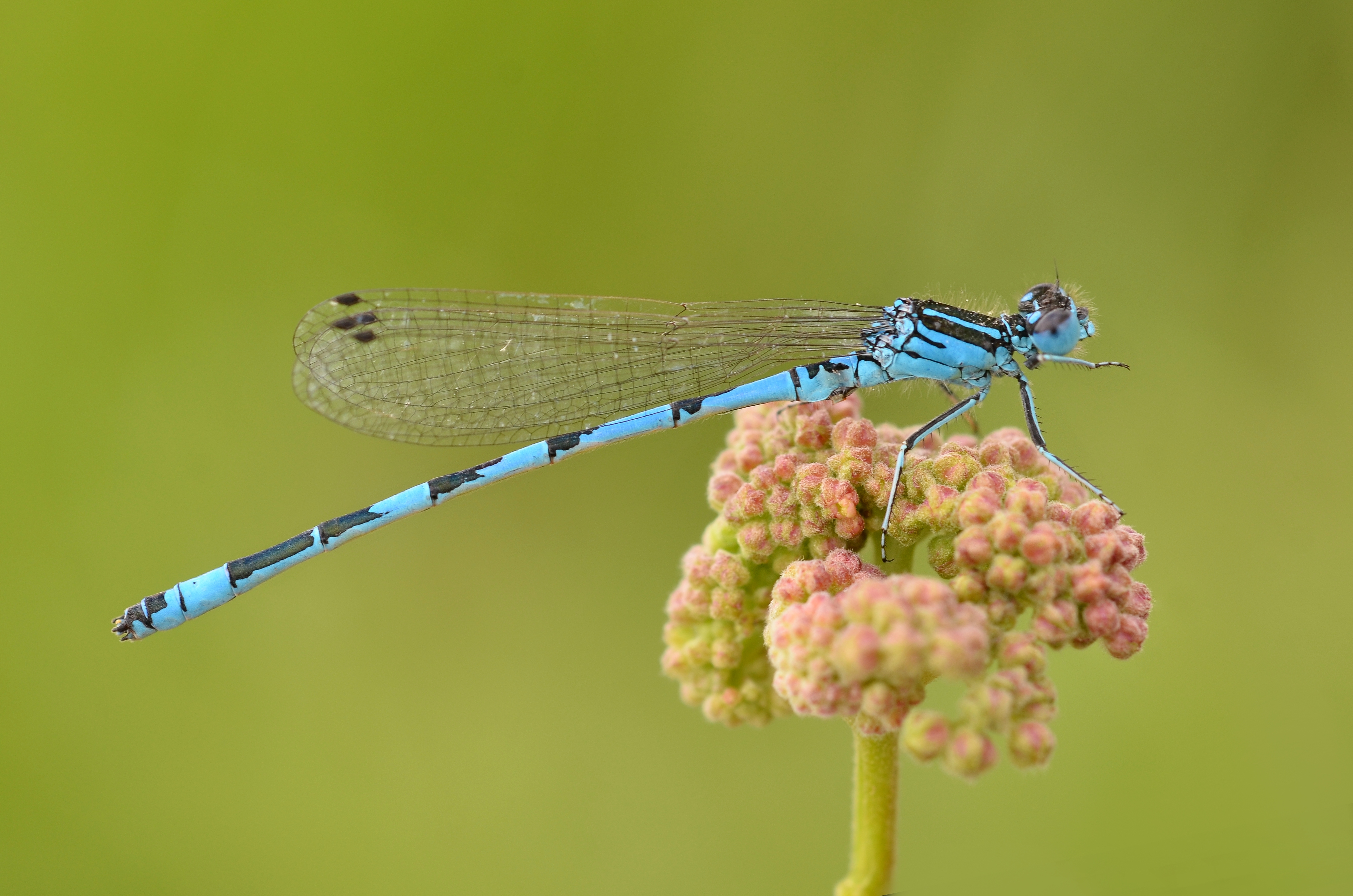
Agrion de Mercure.
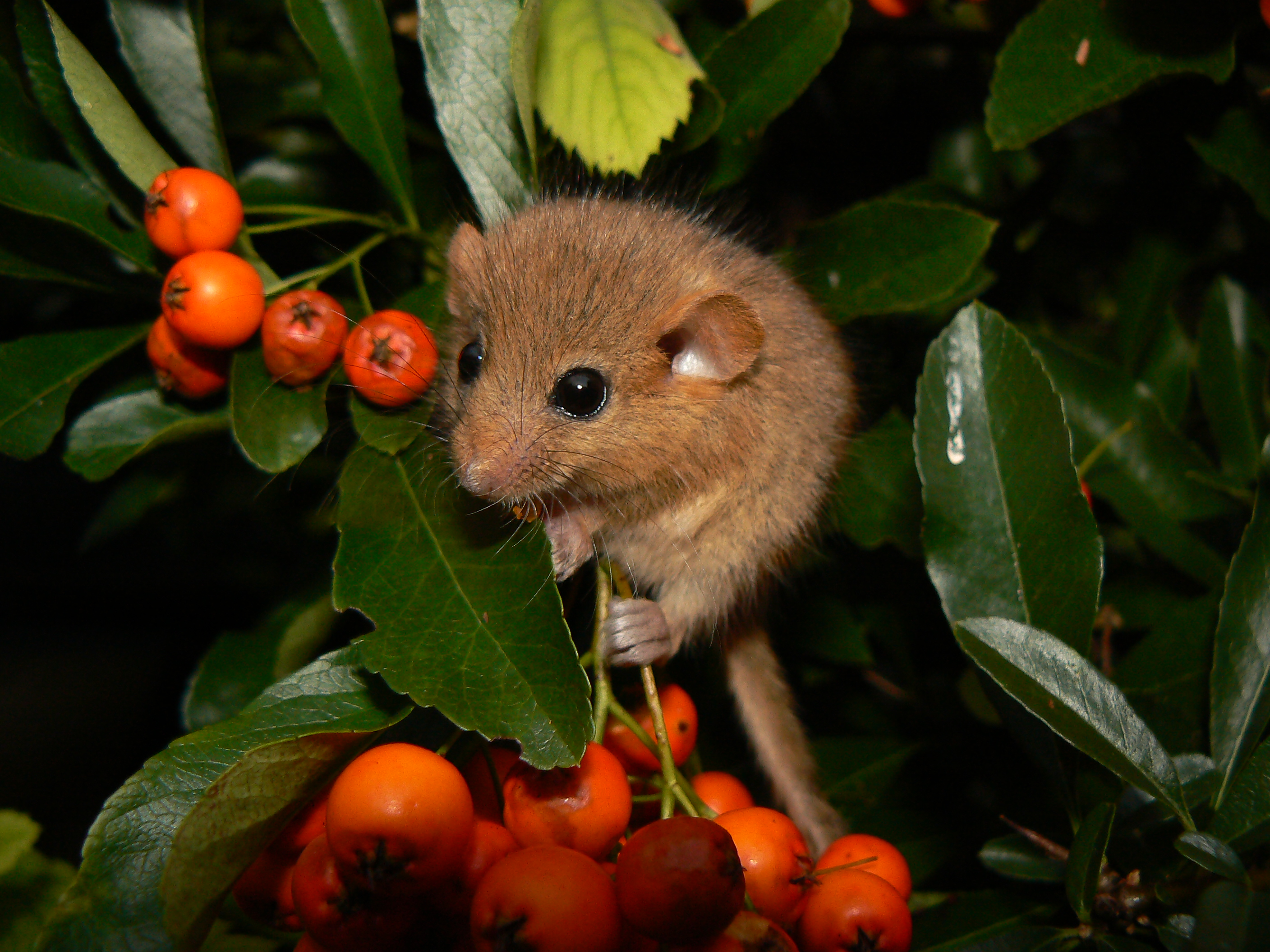
Muscardin.
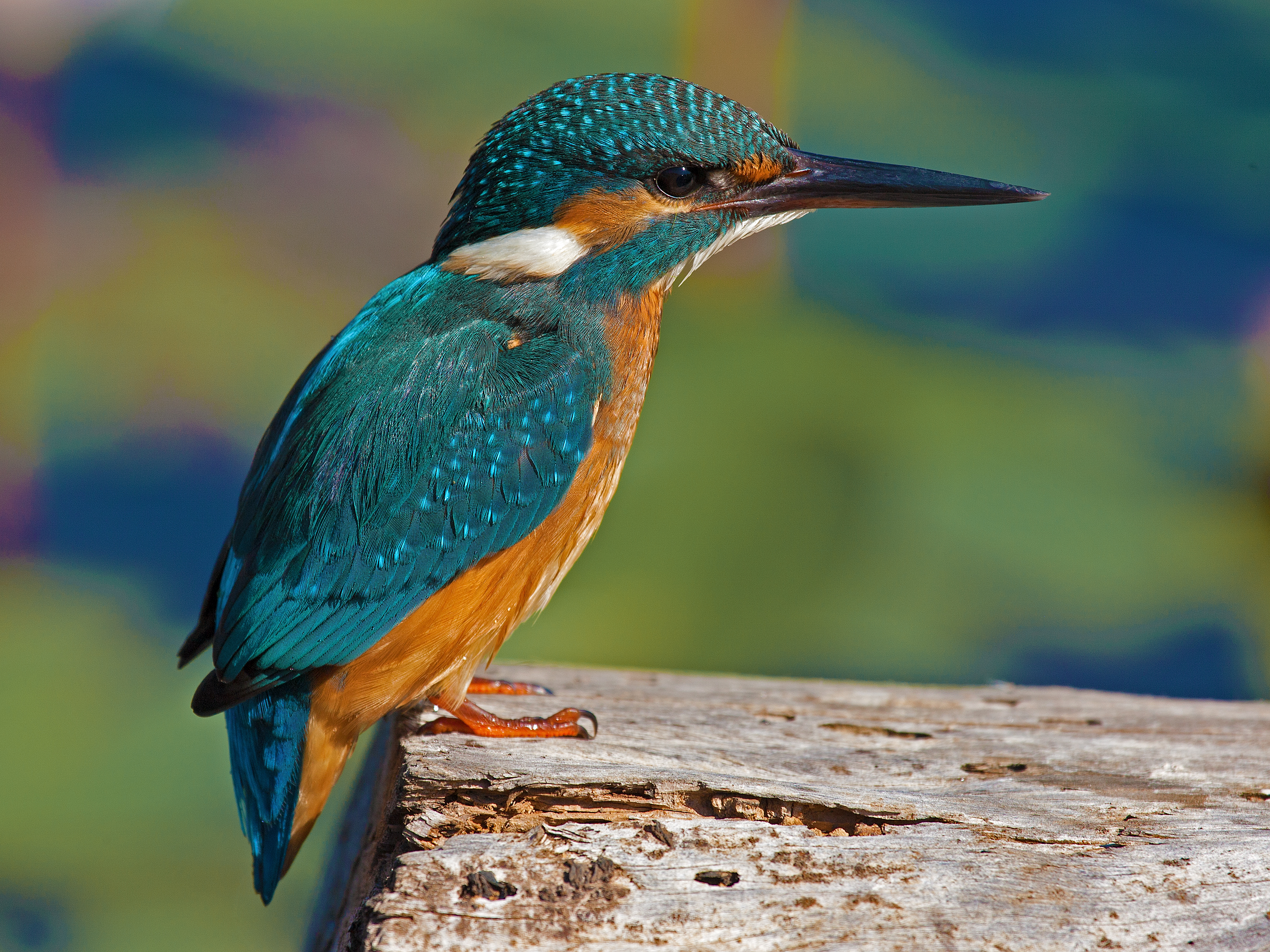
Martin-pêcheur d'Europe.
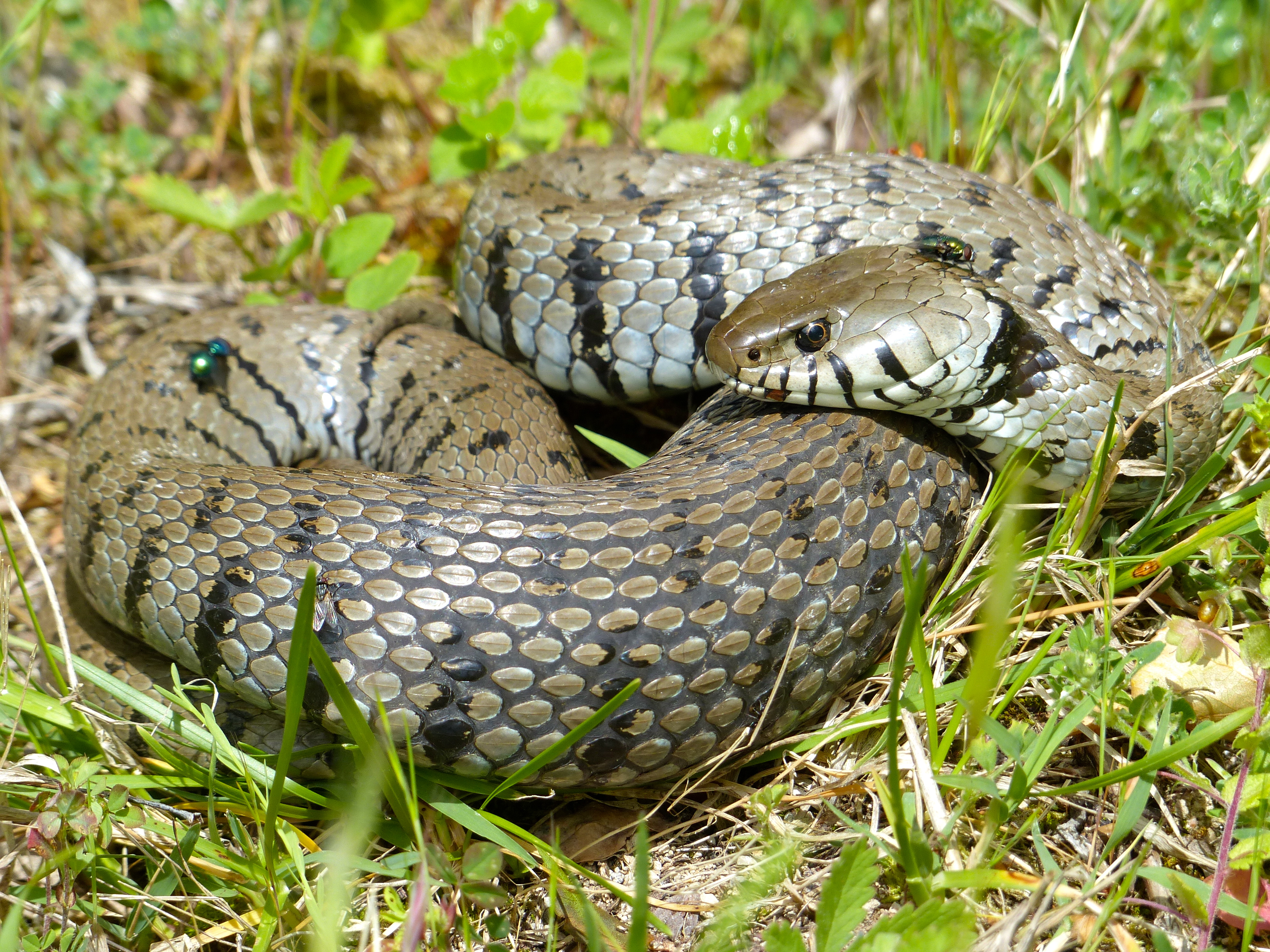
Couleuvre helvétique.

## Flore

### Espèces végétales déterminantes
Seize espèces déterminantes végétales ont été répertoriées dans la ZNIEFF, uniquement des phanérogames, en 2011 et 2018 : l'Ache inondée (Helosciadium inundatum), la Cardamine impatiente (Cardamine impatiens), l'Épilobe des collines (Epilobium collinum), la Fétuque des berges (Festuca rivularis), le Flûteau nageant (Luronium natans), le Genêt des teinturiers (Genista tinctoria), la Grande douve (Ranunculus lingua), le Gypsophile des murailles (Psammophiliella (en)), l'Isnardie des marais (Ludwigia palustris), la Laîche aiguë (Carex acuta), le Myosotis rampant (Myosotis secunda), l'Œnanthe fistuleuse (Oenanthe fistulosa), la Renoncule à feuilles de lierre (Ranunculus hederaceus), la Stellaire des marais (Stellaria palustris), le Trèfle d'eau (Menyanthes trifoliata) et le Vulpin fauve (Alopecurus aequalis).

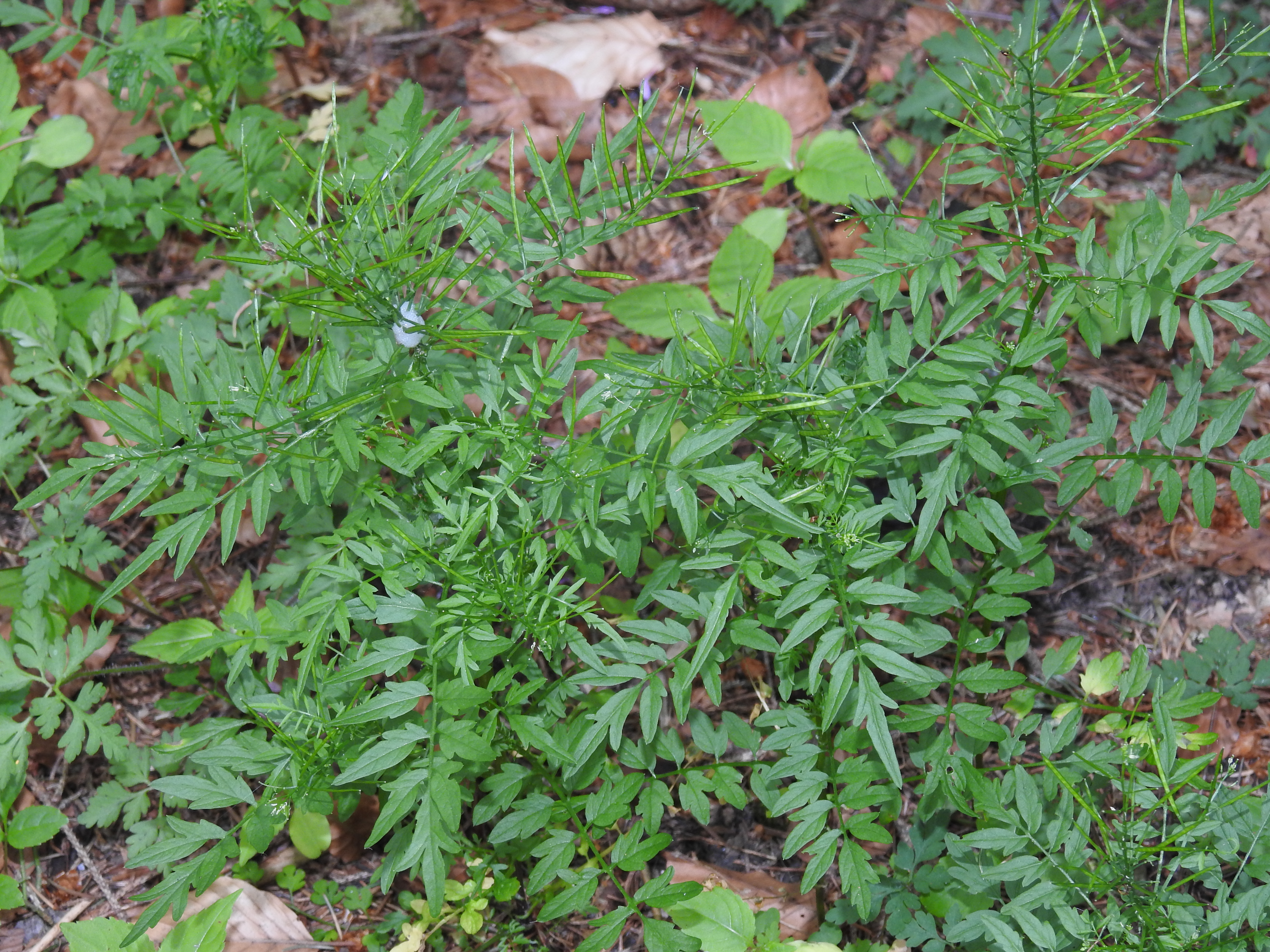
Cardamine impatiente.
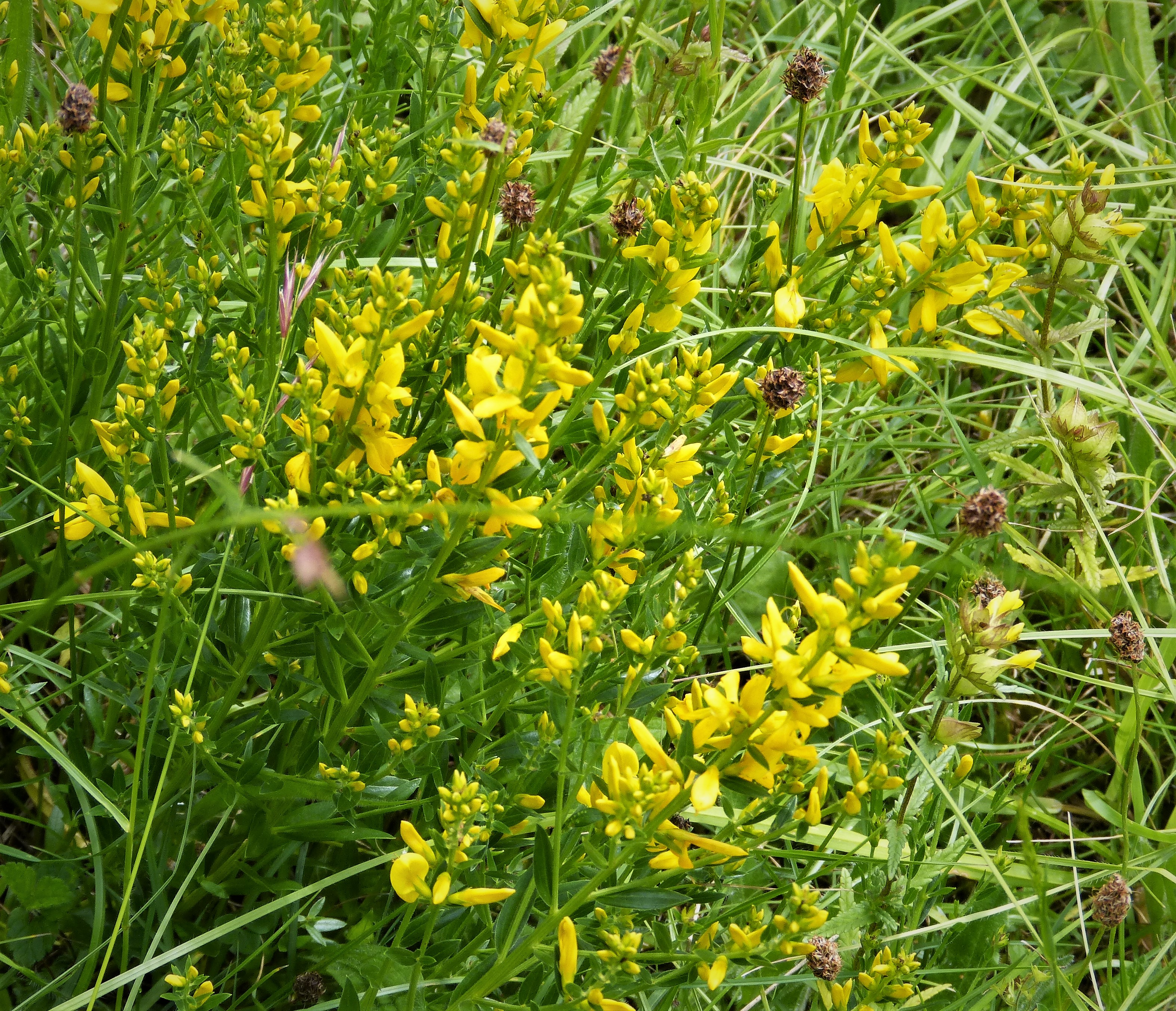
Genêt des teinturiers.
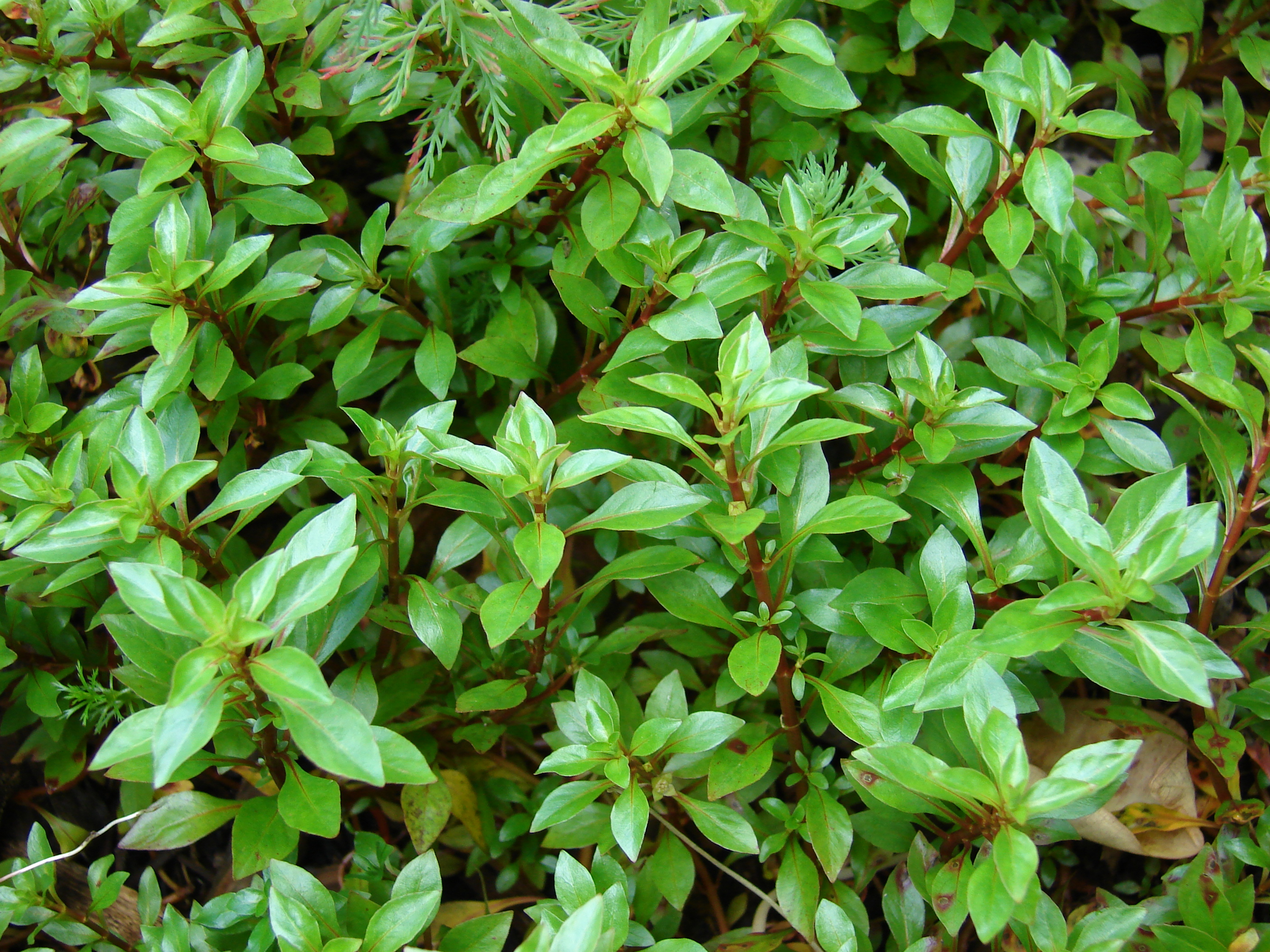
Isnardie des marais.
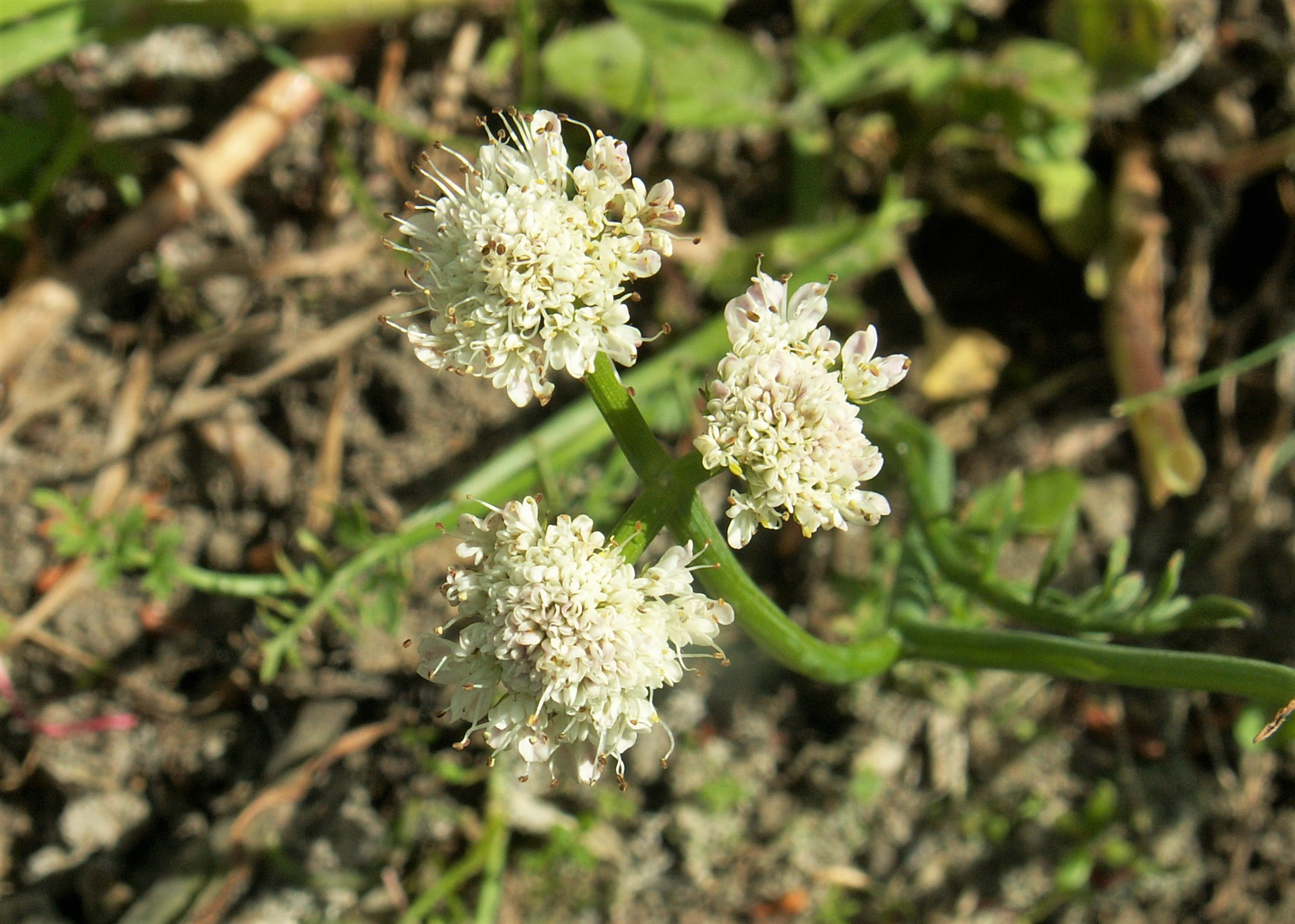
Œnanthe fistuleuse.
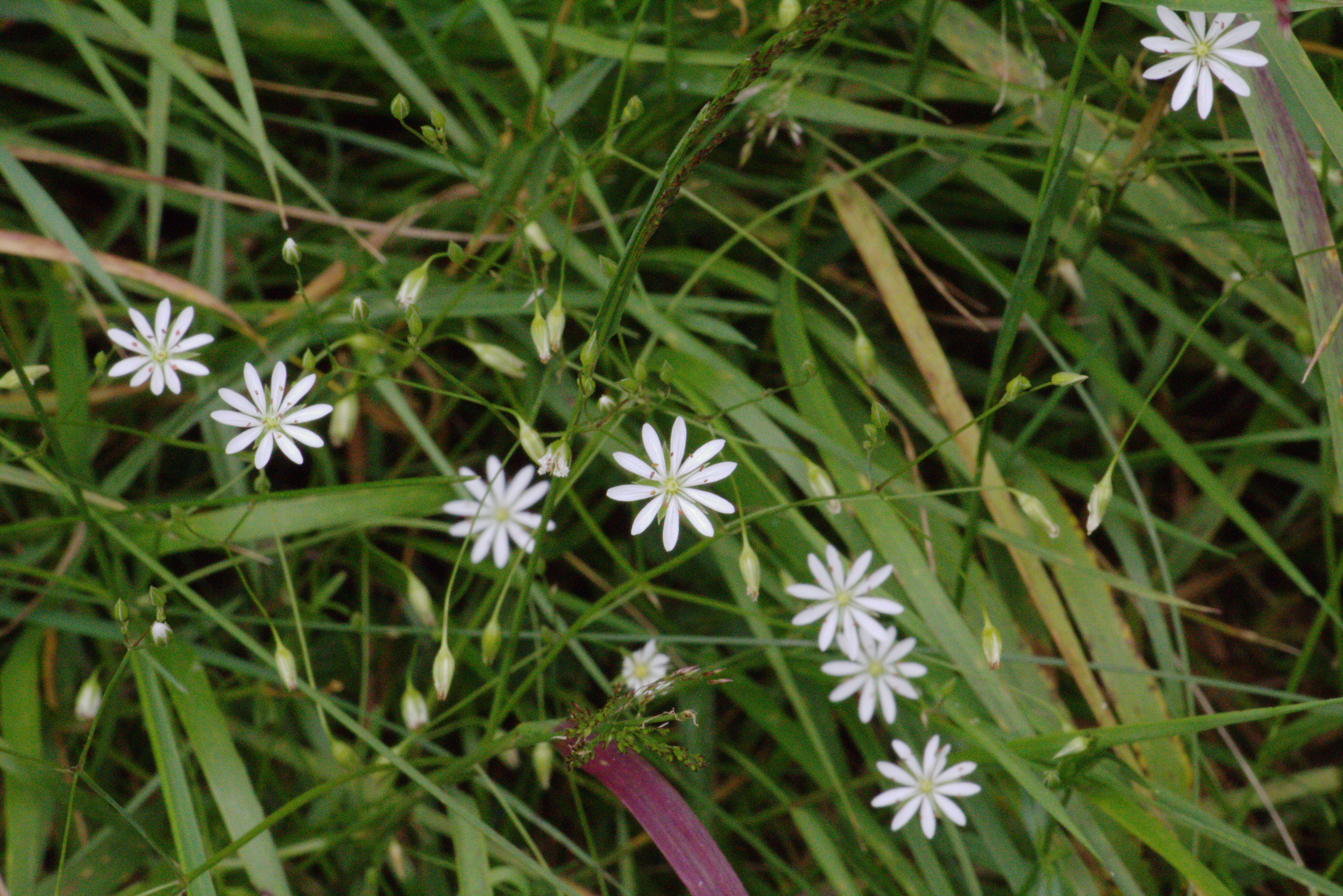
Stellaire des marais.

### Autres espèces végétales
Outre les espèces déterminantes déjà mentionnées, six autres espèces de phanérogames ont été recensées dans la ZNIEFF entre 1912 et 2018 : Baldellia repens subsp. cavanillesii, la Laîche puce (Carex pulicaris), la Laîche raide (Carex elata), l'Orpin velu (Sedum villosum), le Potamot à feuilles obtuses (Potamogeton obtusifolius) et le Scirpe à nombreuses tiges (Eleocharis multicaulis).

### Protection de la flore
Parmi les plantes présentes sur le site, le Flûteau nageant est protégé au titre de la Directive habitats de l'UE ; cette espèce ainsi que la Grande douve sont également protégées sur l'ensemble du territoire français.